# Közös módusú elnyomás

A közös módusú elnyomás szemléltetése

A közös módusú elnyomás az elektronikában használatos differenciálerősítők (és még néhány hasonló eszköz) egyik minőségi jellemzője. Közvetetten azt mutatja meg, hogy a bemeneti differenciális jel közös módusú komponense milyen hatással van a kimenti jelre. Jele az angol rövidítéséből származik: CMRR (Common mode rejection ratio). Értéke ideális esetben végtelen, de egy valós áramkör esetében ez ettől elmarad. Jelentősége a differenciális jelek erősítésénél, illetve az elektromágneses zavarok elnyomásánál van.

## Definíció
Ideális esetben, a differenciálerősítő a nem invertáló ({\displaystyle V_{+}}) és az invertáló ({\displaystyle V_{-}}) bemenete közt mérhető jelet erősíti, a beállított erősítésének megfelelően. Ezt az erősítést nevezzük differenciális erősítésnek, melynek jele: {\displaystyle A_{\mathrm {d} }}. Ebben az esetben a kimeneti jel alakulását az alábbi képlet írja le:
{\displaystyle V_{\mathrm {o} }=A_{\mathrm {d} }(V_{+}-V_{-})}
Azonban a gyakorlatban ez az alább látható módon tér el az ideálistól:
{\displaystyle V_{\mathrm {o} }=A_{\mathrm {d} }(V_{+}-V_{-})+{\tfrac {1}{2}}A_{\mathrm {k} }(V_{+}+V_{-})}
ahol az {\displaystyle {\tfrac {1}{2}}(V_{+}+V_{-})} a differenciális jel közös módusú összetevője, és az {\displaystyle A_{\mathrm {k} }} az erősítő közös módusú erősítése, mely általában jóval kisebb, mint a differenciális erősítés.
A közös módusú elnyomást a két erősítés hányadosa adja, melyet decibelben fejezünk ki:
{\displaystyle \mathrm {CMRR} =\left({\frac {A_{\mathrm {d} }}{|A_{\mathrm {k} }|}}\right)=10\log _{10}\left({\frac {A_{\mathrm {d} }}{A_{\mathrm {k} }}}\right)^{2}{\text{dB}}=20\log _{10}\left({\frac {A_{\mathrm {d} }}{|A_{\mathrm {k} }|}}\right){\text{dB}}} 
( a számításhoz az erősítés értékeket nem decibel formátumban helyettesítjük be, hanem azokat vissza kell számolni a normál alakjukra )
A közös módusú elnyomás, épp úgy mint a differenciális erősítés, frekvenciafüggő, melynek frekvenciamenetét az erősítő adatlapja tartalmazza.